# Audi Nuvolari Quattro
L'Audi Nuvolari Quattro est un concept-car créé par le constructeur allemand Audi présenté au Salon international de l'automobile de Genève en 2003 pour dévoiler le futur design des voitures de tourisme de la marque. C'est le deuxième concept-car dévoilé par Audi, après l'Audi Pikes Peak Quattro et avant l'Audi Le Mans Quattro. Le nom de cette voiture est un hommage au pilote automobile italien Tazio Nuvolari.

## Moteur
Le Nuvolari Quattro est équipé d'un moteur biturbo de 5,0 L à injection développant 591 chevaux. Il utilise une transmission à quatre roues motrices. Le Nuvolari peut aller de 0 à 100 km/h en 4,1 secondes ; sa vitesse maximale est limitée électroniquement à 250 km/h.

## Images
|  |  |